# Lanterne (éclairage)
Pour les articles homonymes, voir Lanterne.

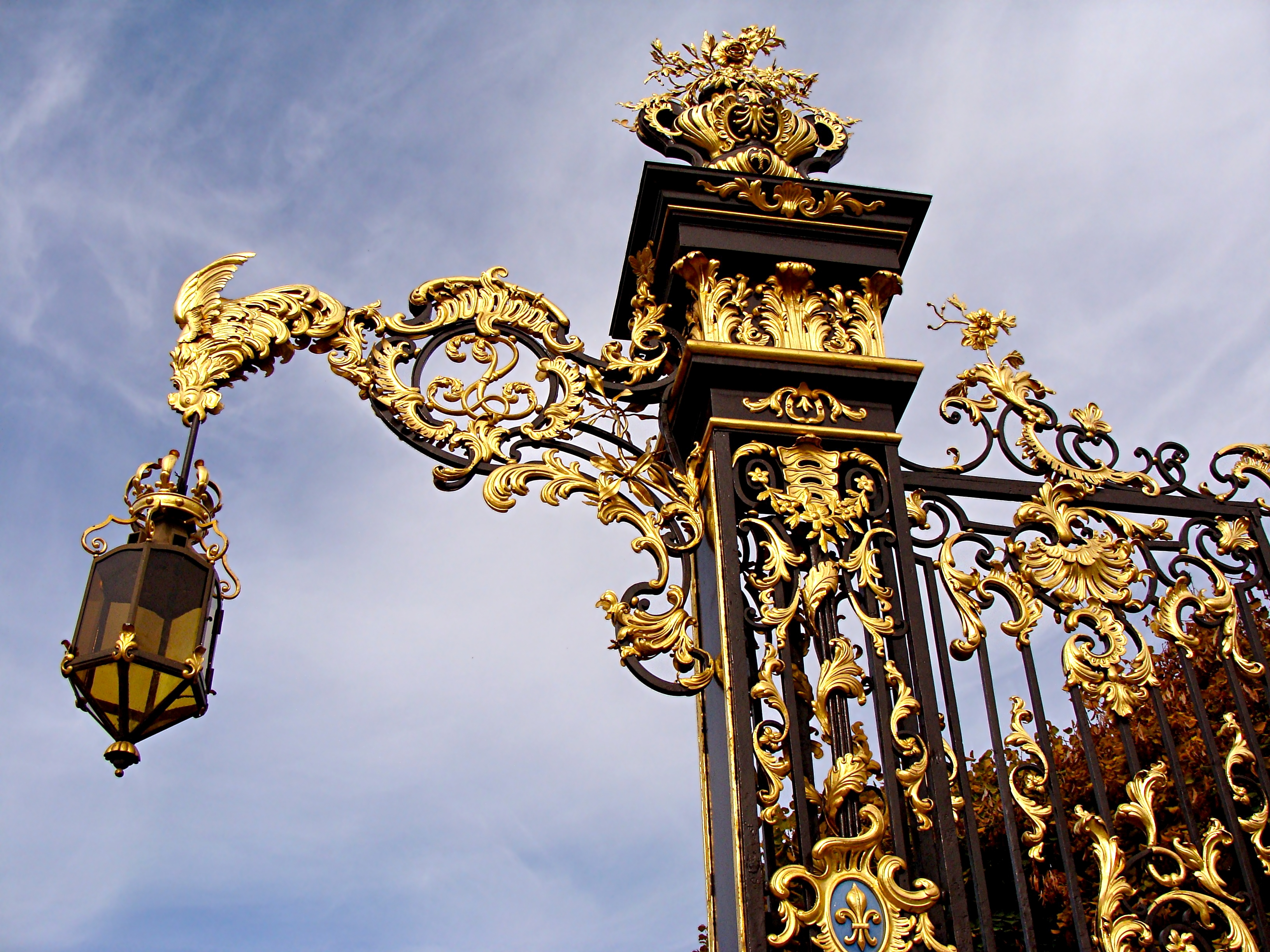
Une lanterne place de la Carrière à Nancy

Une lanterne est un appareil d'éclairage souvent portatif, constitué d'une boîte dont les faces sont fermées par un matériau translucide ou transparent, où l'on enferme un dispositif éclairant (chandelle, bougie, lampe à huile, à pétrole ou électrique).
Les surfaces transparentes étaient autrefois en corne ou en verre
Le réverbère ou lanterne réverbère ajoute des réflecteurs à la lanterne. Le réverbère sera utilisé dans des applications de lampe à huile, de gaz d'éclairage ou d'électricité et appartient plutôt au monde moderne, la lanterne, au passé.

## Historique

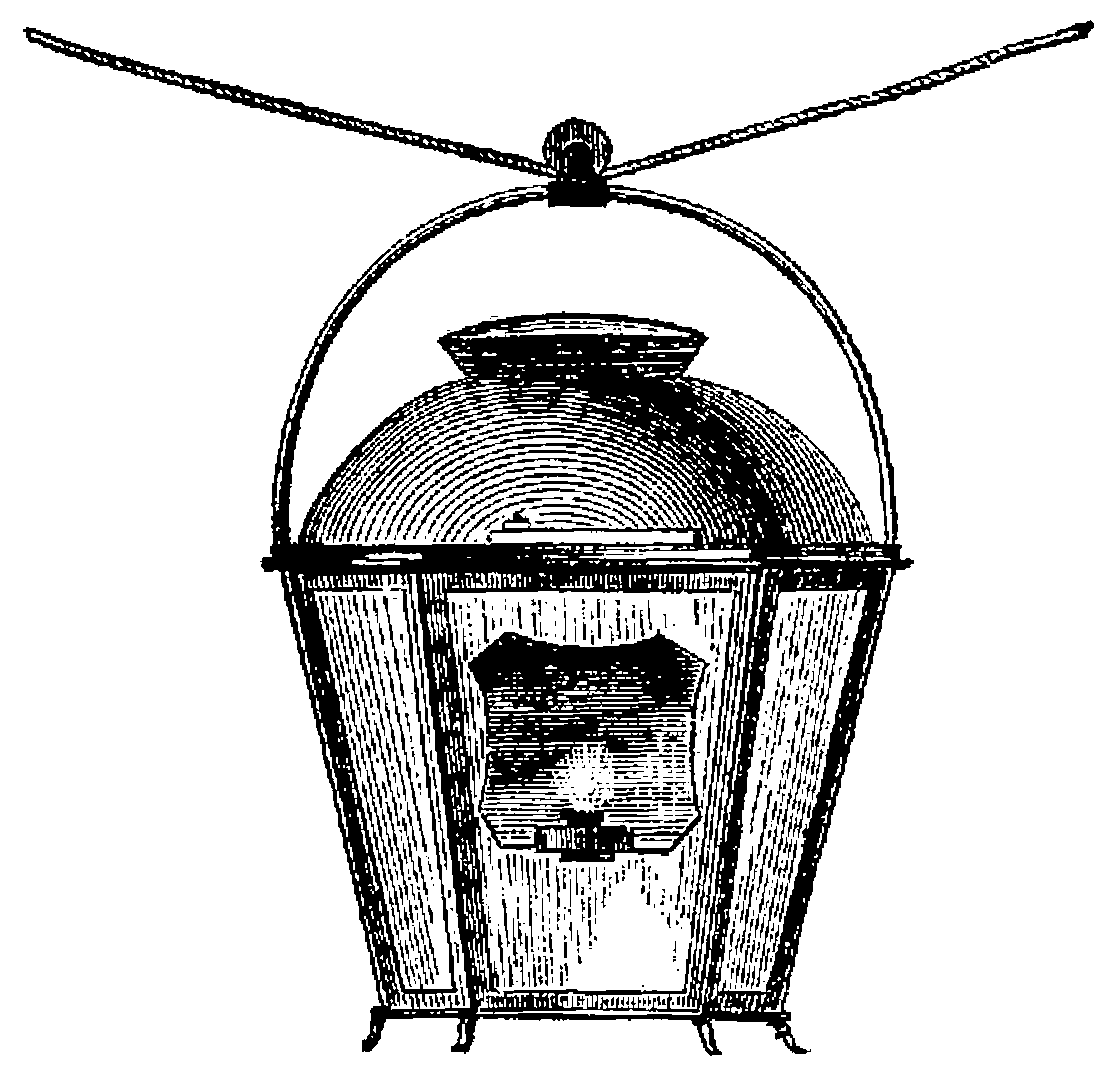
Le réverbère est une lanterne à huile inventée en 1744 par Bourgeois de Chateaublanc, composée d'une armature, d'un bec à huile et de réflecteurs métalliques qui réverbèrent la ou les flammes.

Les lanternes sont connues dès l'Antiquité.
À Paris, les autorités, en 1667, seraient les premières à placer au milieu et aux deux extrémités de chaque rue des lanternes garnies de chandelles et cet usage se généralisa à toutes les villes de France.  Pour perpétuer le souvenir, on frappa en 1669, une médaille avec cette légende: « Urbis securitas et nitor » (« la sûreté et la netteté de Paris »). L'allumage des lampes se fait alors par des habitants désignés annuellement par les autorités, chacun dans son quartier, aux heures réglées (et un commis surnuméraire dans chaque quartier pour avertir de l'heure), puis apparaissent progressivement des allumeurs de réverbères. Une taxe est prélevée, impôt de boues et lanternes qui permettra la transformation de la ville sous l'impulsion de son lieutenant de police : Gabriel Nicolas de la Reynie.
Les lanternes à réverbère seraient inventées par un certain abbé Matherot de Preigney et un sieur Bourgeois de Châteaublanc, qui, par lettres-patentes, enregistrées le 28 décembre 1745, obtinrent le privilège de cette entreprise.
Les lanternes cèdent la place aux réverbères à partir de 1766, l'huile succédant aux chandelles à double mèche.
« Les lanternes avaient existé jusqu'en 1766. À cette époque, le sieur Bailly entreprit d'y substituer des réverbères. Déjà, au mois d'avril de cette année, près de la moitié des rues étaient éclairées par des réverbères de sa façon, lorsque le bureau de la ville préféra les modèles du sieur Bourgeois de Chateaublanc, qui, avec plus d'économie, rendaient plus de lumière. Ce dernier entrepreneur se chargea de pourvoir la capitale de trois mille cinq cents réverbères, alimentant sept mille becs de lumière. Le 30 juin 1769, le sieur Bourgeois fut chargé de l'entreprise de l'illumination de Paris pendant vingt ans. »
Lors de la première installation d'éclairage public au gaz d'éclairage à Paris en 1818, place du Carrousel, suivi de celui de la rue de Rivoli en janvier 1819 les premiers candélabres (ou réverbères sur pied) apparaissent.

## Réverbère

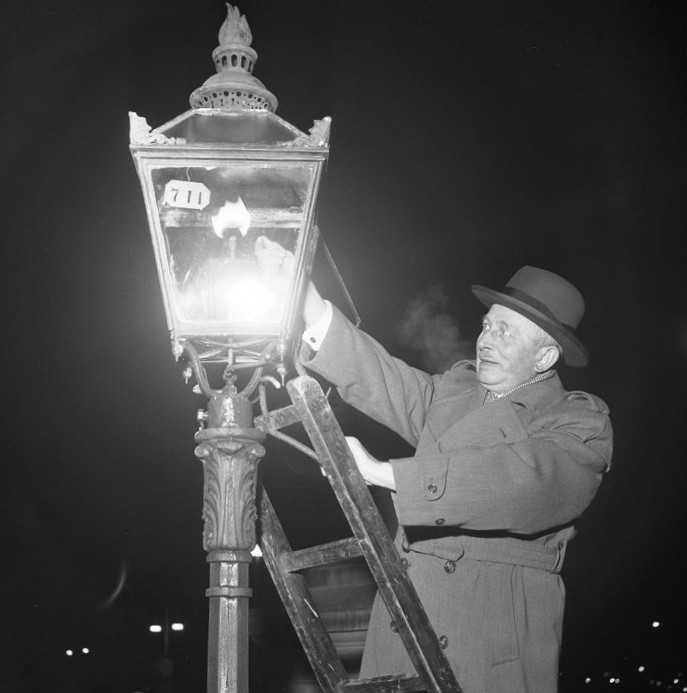
Un allumeur de réverbères allume un bec de gaz en Suède, en 1953. À cette époque, les quelques lampes restantes étaient des curiosités rares.

Le réverbère est une lanterne équipée de réflecteurs, c'est-à-dire de surfaces réfléchissantes (miroir, métal poli...) qui ramènent la lumière dans une direction privilégiée.
Il se dit, par extension et plus ordinairement, des lanternes de verre qui contiennent une lampe munie d'un ou de plusieurs réflecteurs, et qui servent à éclairer pendant la nuit les rues, les grandes cours, les quais de gare et d'autres lieux.
En 1835, les rues de Paris et des principales villes du royaume sont éclairées par des réverbères.

## Lanterne sourde
Une lanterne sourde est une lanterne dont certaines parois sont opaques, de telle façon que celui qui la porte puisse voir sans être vu et masquer complètement la lumière en cas de besoin.

## Lanterne chinoise
Les lanternes thaïlandaises ou chinoises sont des sortes de lampions qu'un brûleur en cire transforme en ballon à air chaud. Lâchées en nombre à l'occasion de fêtes et capables de voler pendant une dizaine de minutes au gré du vent, émettant une lumière orangée, elles sont souvent décrites comme des OVNIs.

## Expressions

### « À la lanterne »
L'éclairage public par lanterne secondait l'ordre public, la lanterne est donc devenue un symbole de l'ordre. Pour défier le pouvoir, on jetait des cailloux à la lanterne.
Pendant la Révolution française, « mettre à la lanterne » était une expression populaire signifiant pendre aux cordes d'un réverbère (notamment la potence de fer soutenant la vieille lanterne place de Grève) ceux que la fureur populaire désignait comme contre-révolutionnaires, sorte d'exécution dont on cite de nombreux exemples dans les émeutes de 1789 à 1793. Jusqu'en 1792, pendre quelqu'un à la lanterne était aussi un défi au roi. Les émeutiers en réclamant ces exécutions avaient l'habitude de crier : « À la lanterne »,,!

### Vessie et lanterne
L'expression « Prendre des vessies pour des lanternes » signifie Prendre ses rêves pour la réalité.

## Galerie

Différents types de lanternes
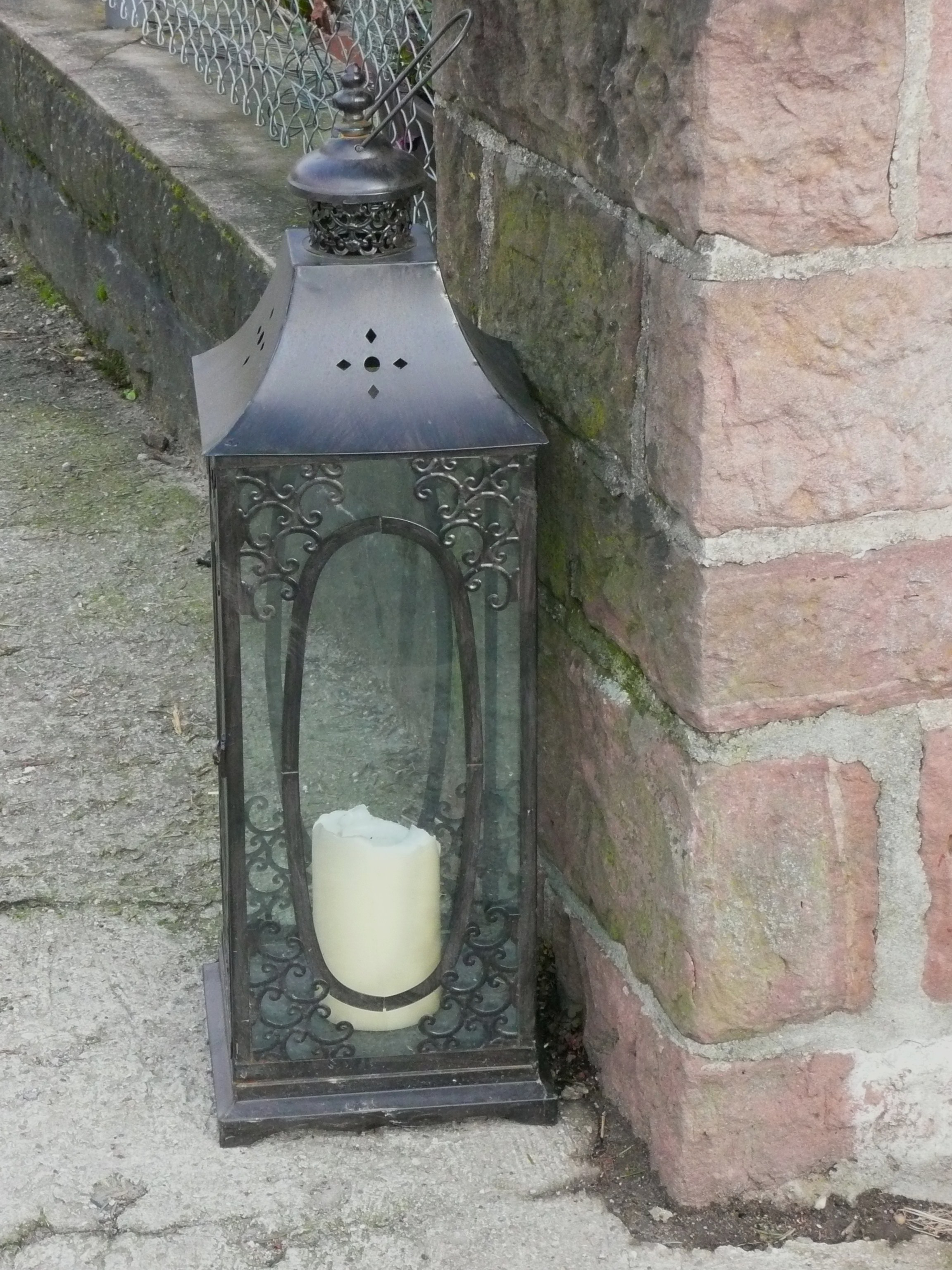
Lanterne à chandelle
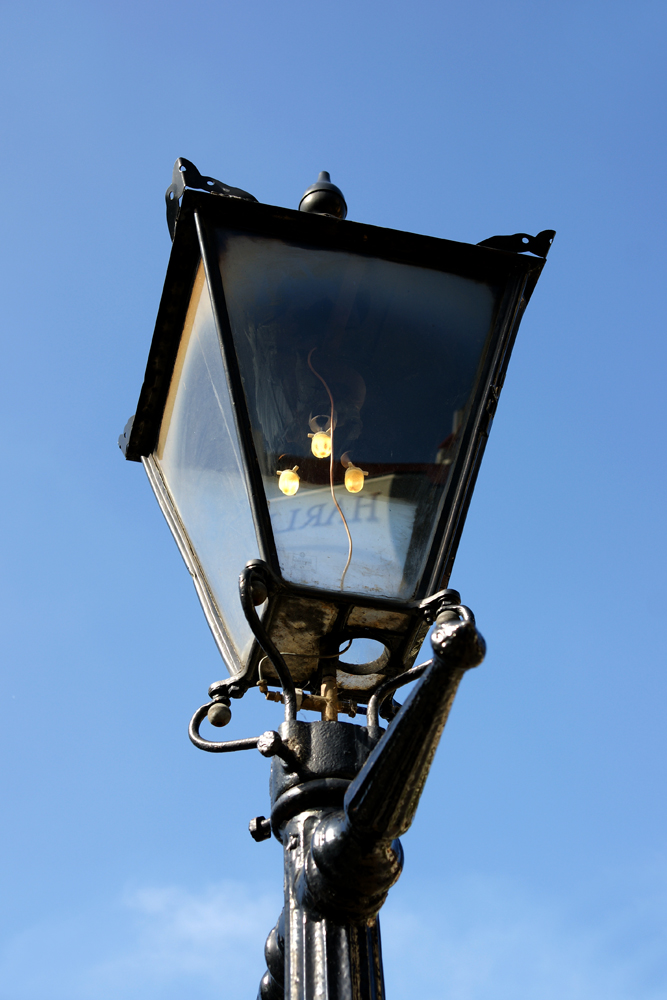
Lanterne à gaz Nouvelle-Zélande
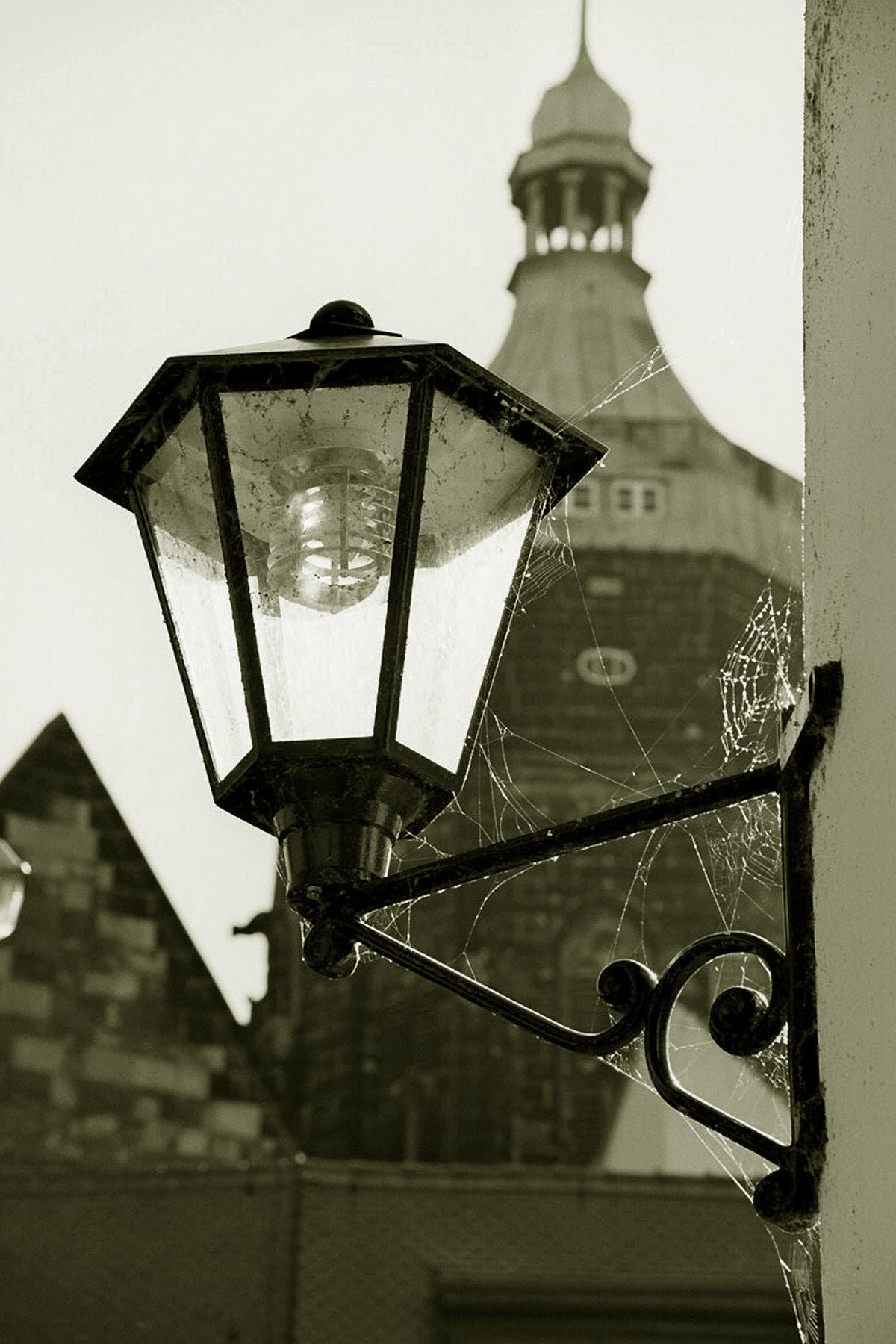
Lanterne à réverbère électrifiée Allemagne
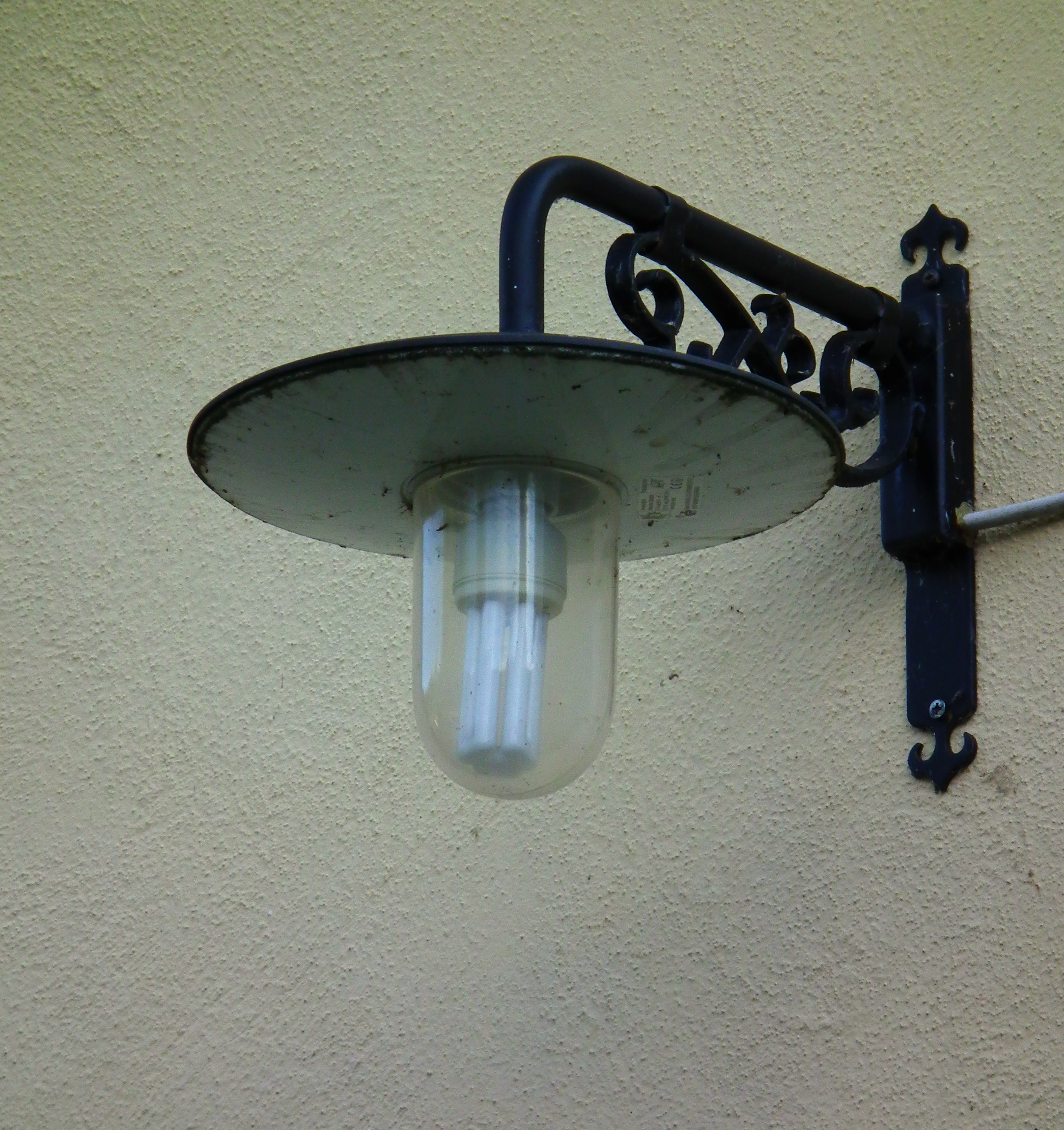
Lanterne électrique Allemagne
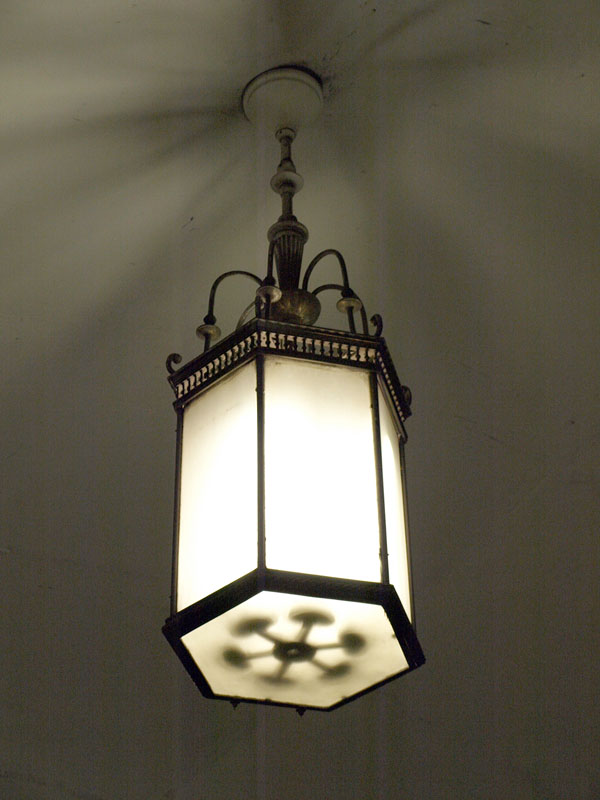
Lanterne suspendue à base hexagonale Russie
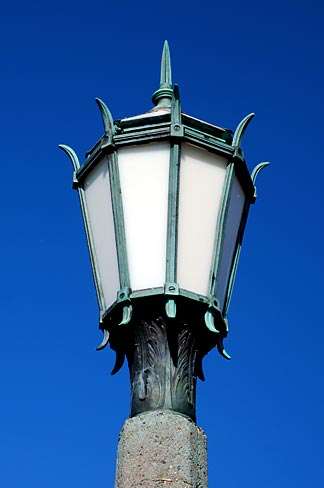
Lanterne posée, à base octogonale, États-Unis
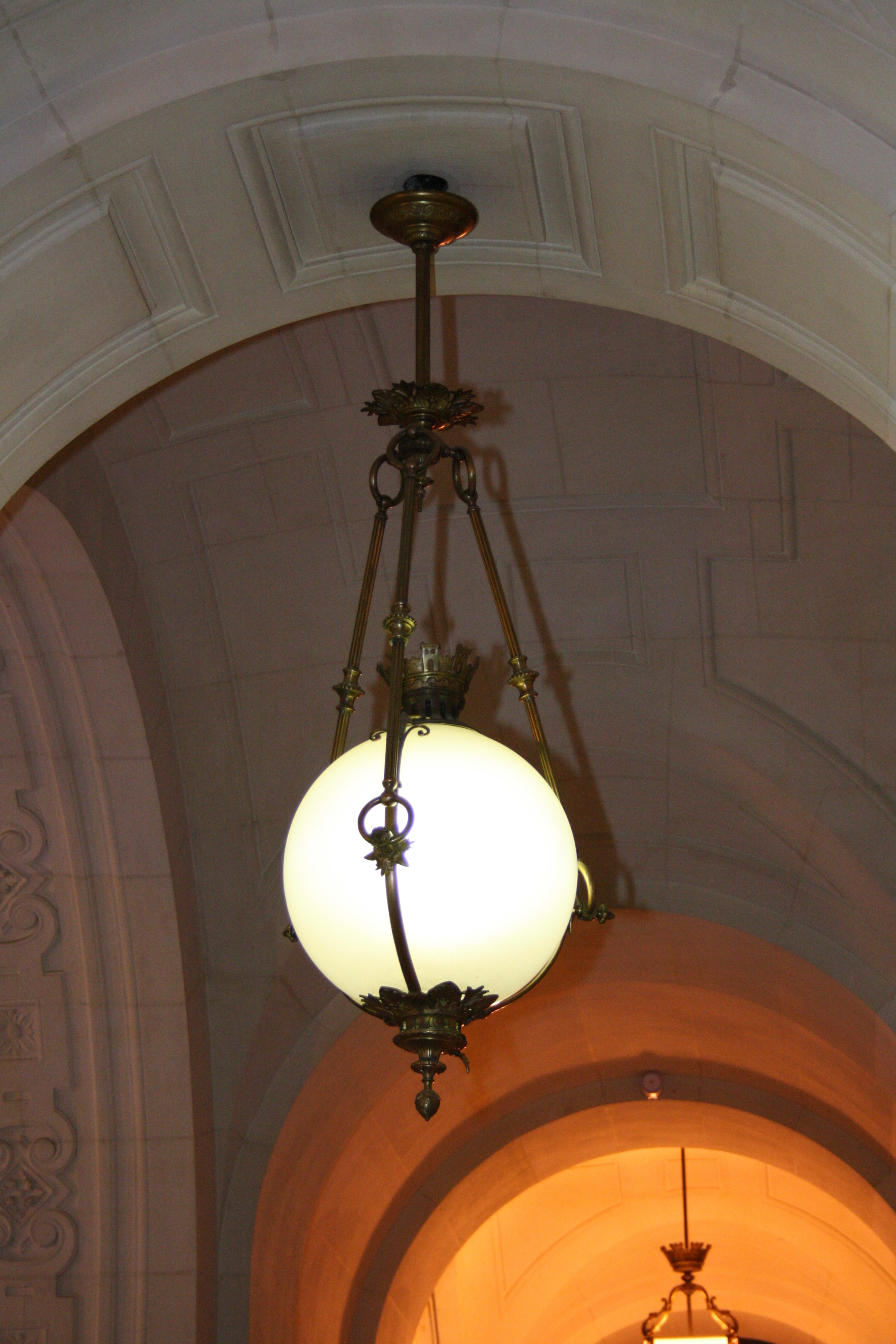
Lanterne suspendue de forme sphérique France
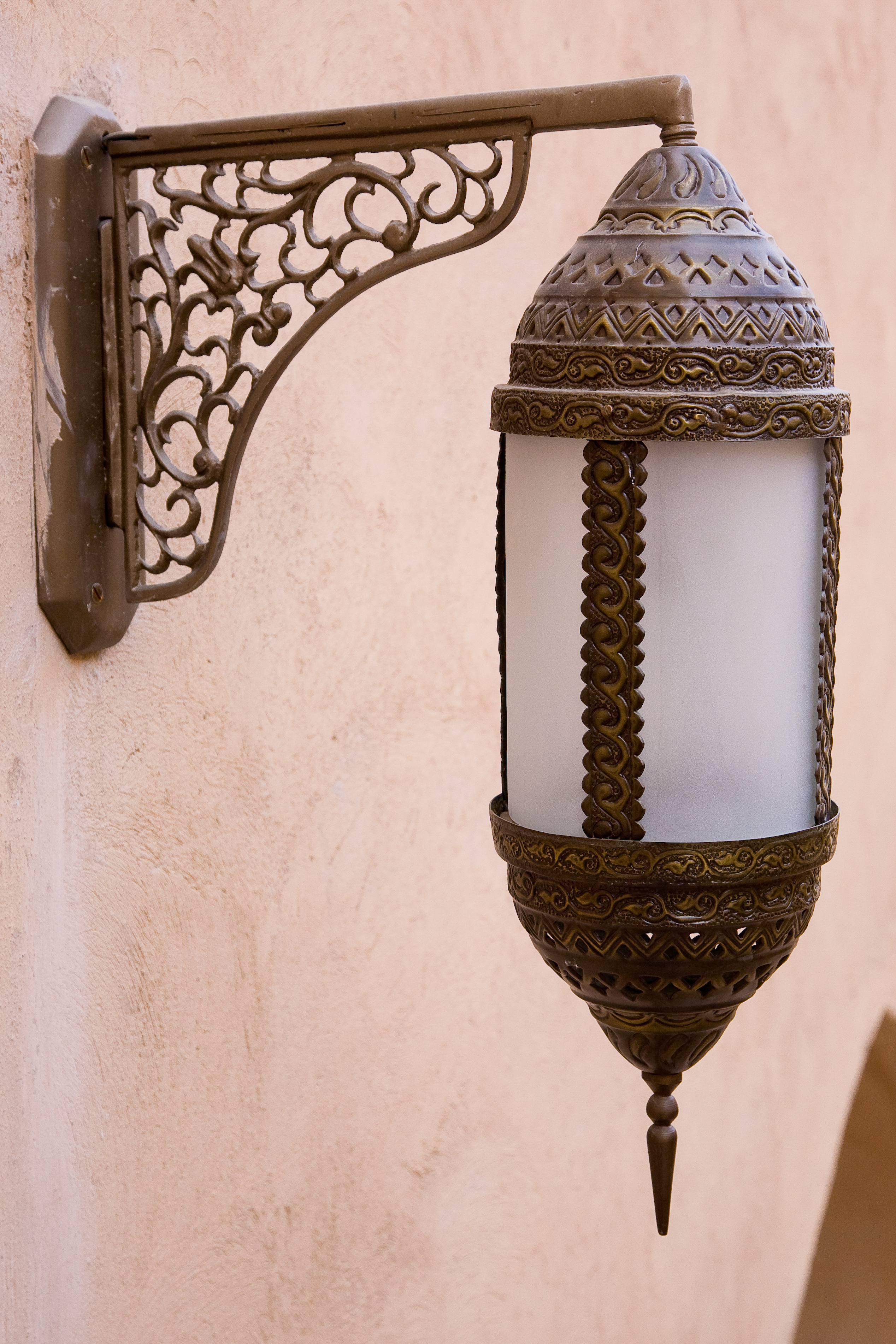
Console pour applique murale avec lanterne suspendue Oman
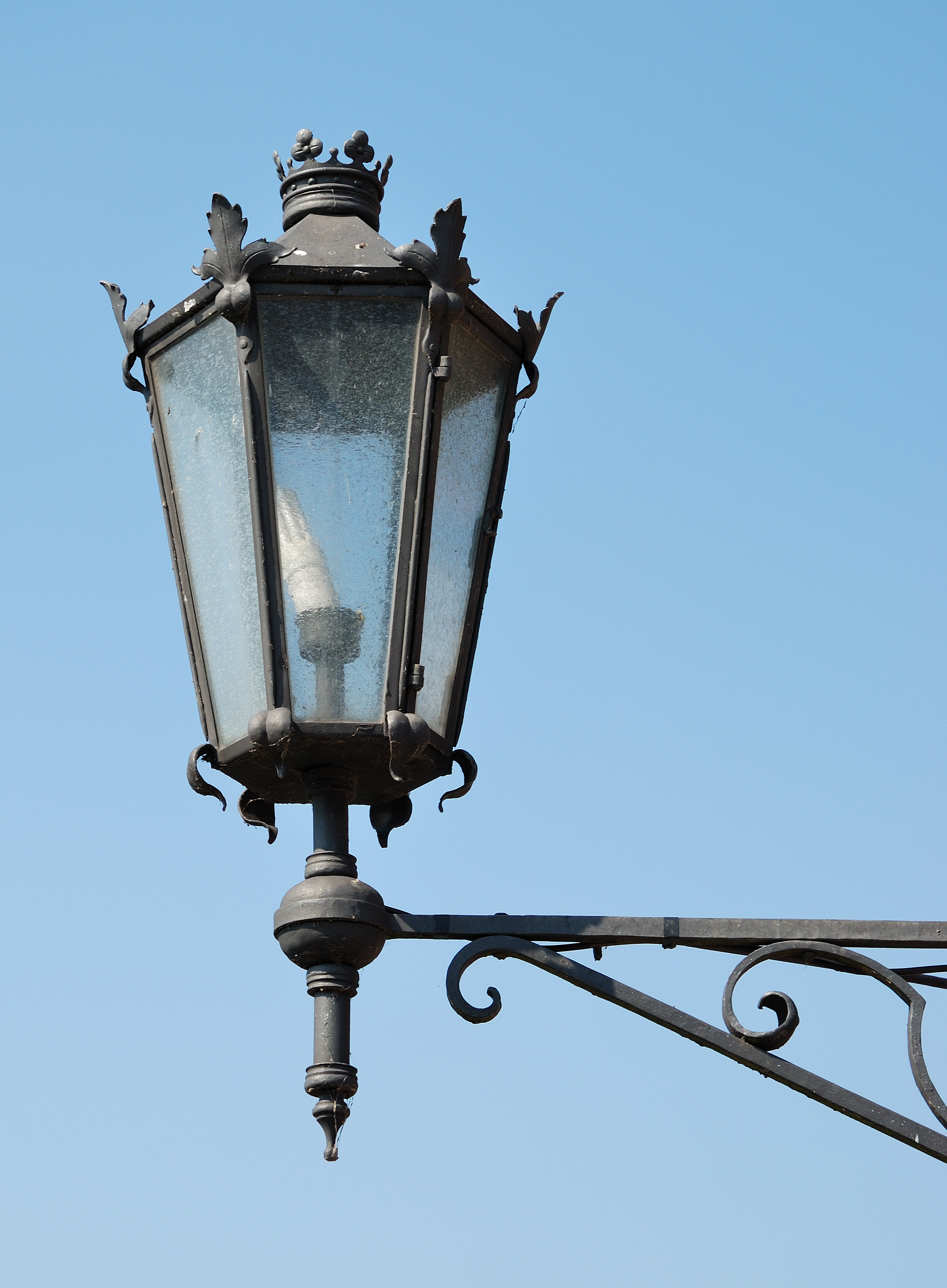
Console pour applique murale avec lanterne posée Allemagne
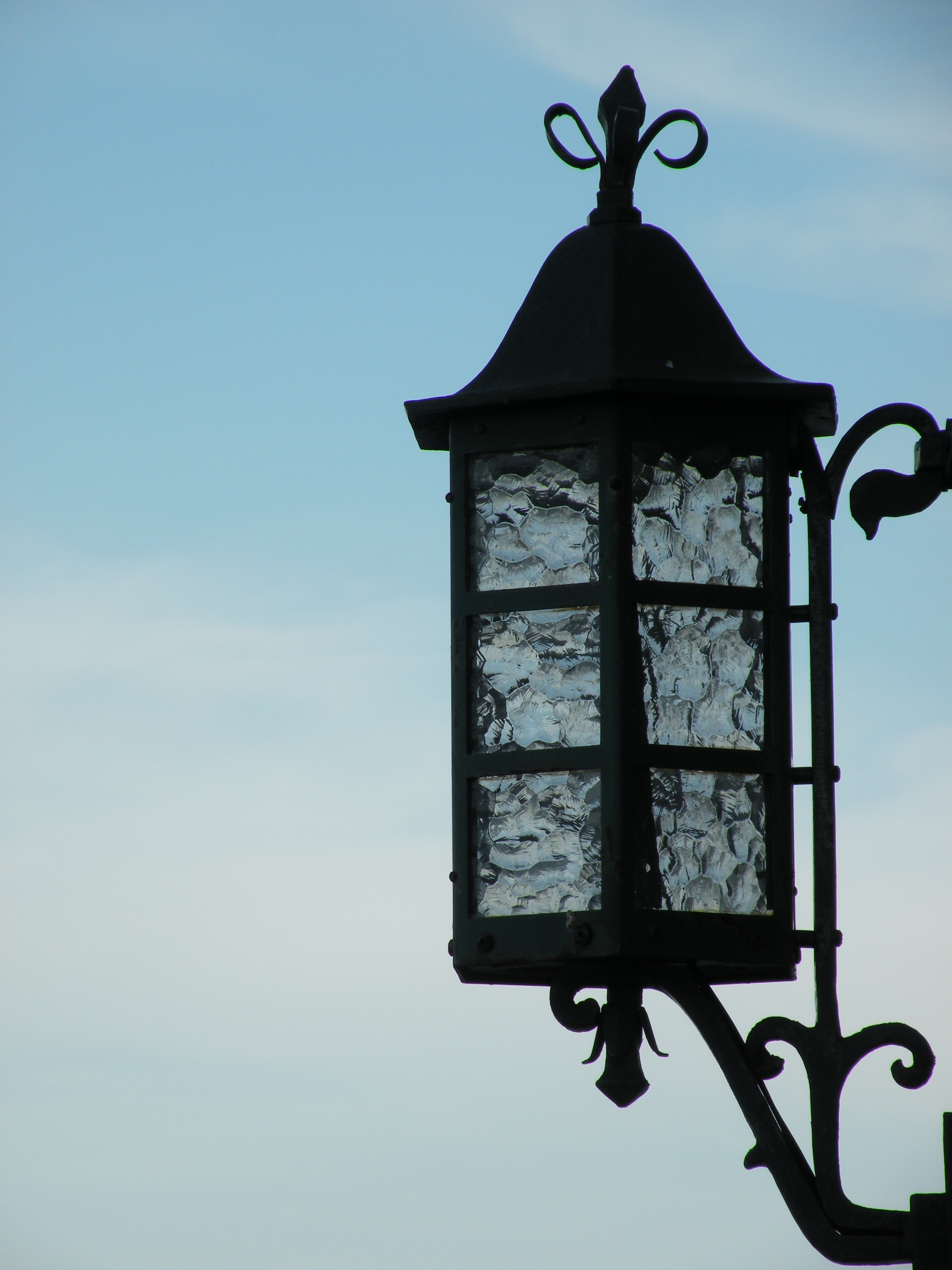
Applique murale verticale avec lanterne à triple fixation Canada
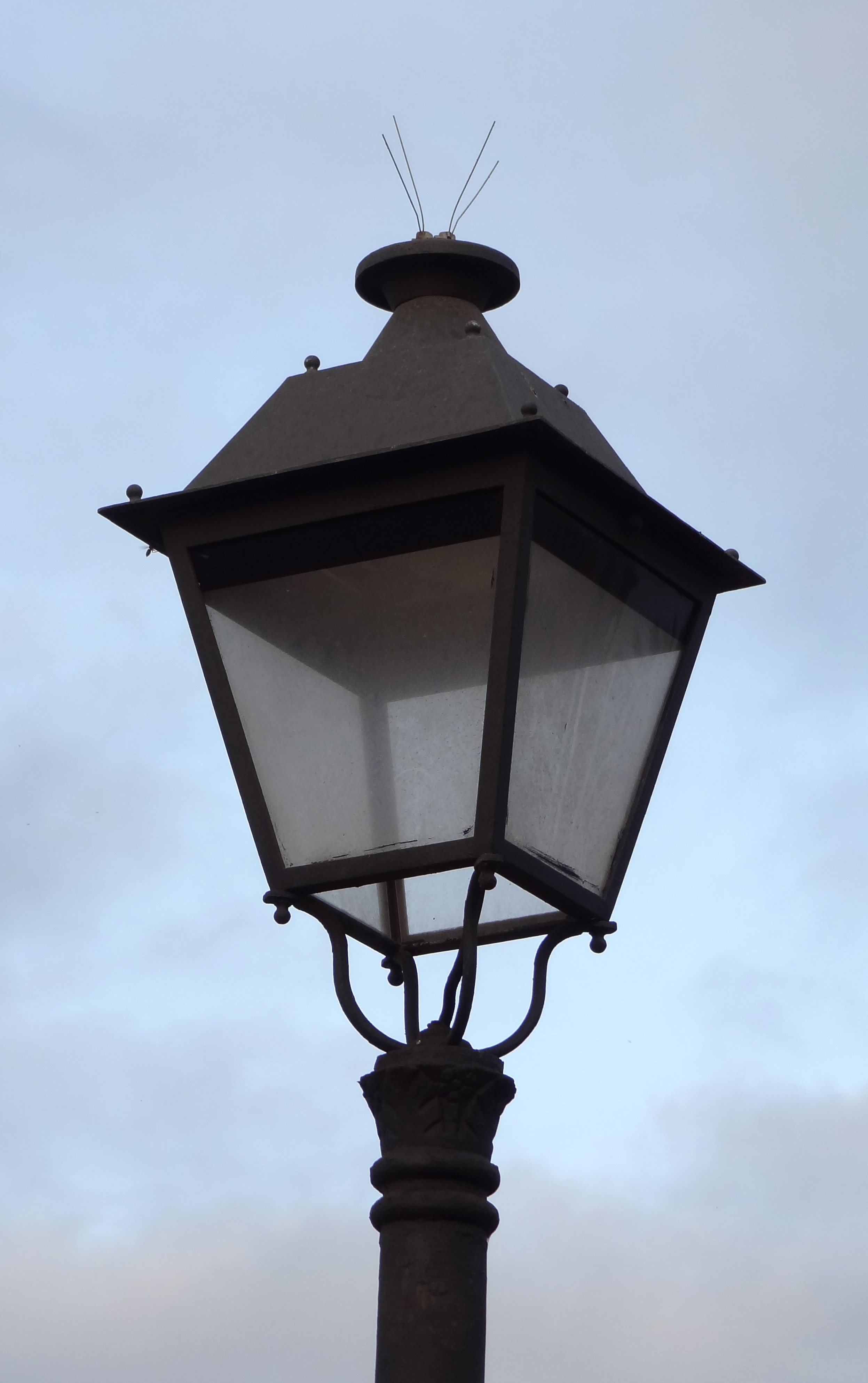
Lanterne classique à base carrée muni de pics anti-oiseaux posée sur un candélabre simple Espagne
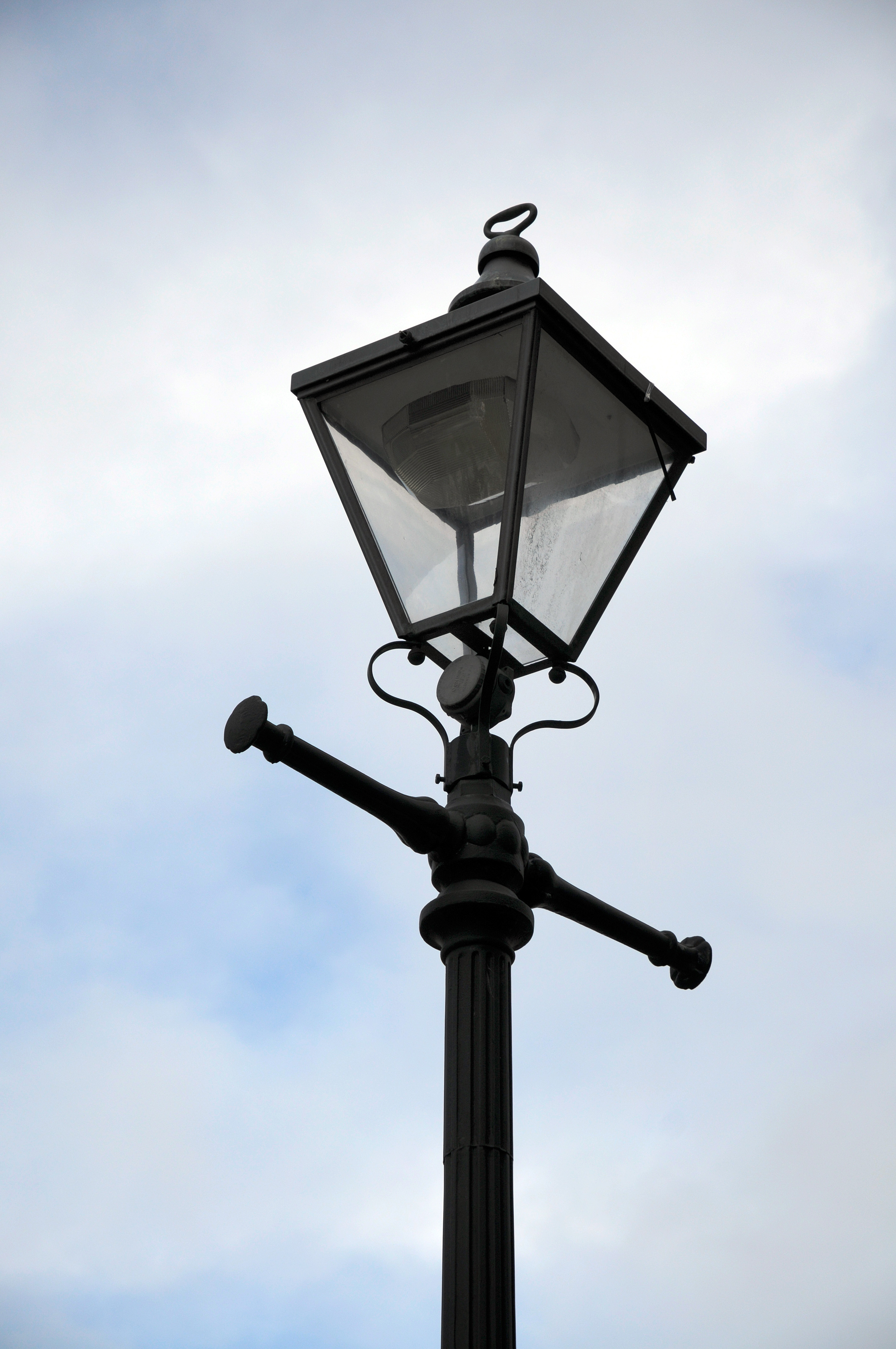
Lanterne classique à base carrée posée sur un candélabre à double potence de bannière Norvège
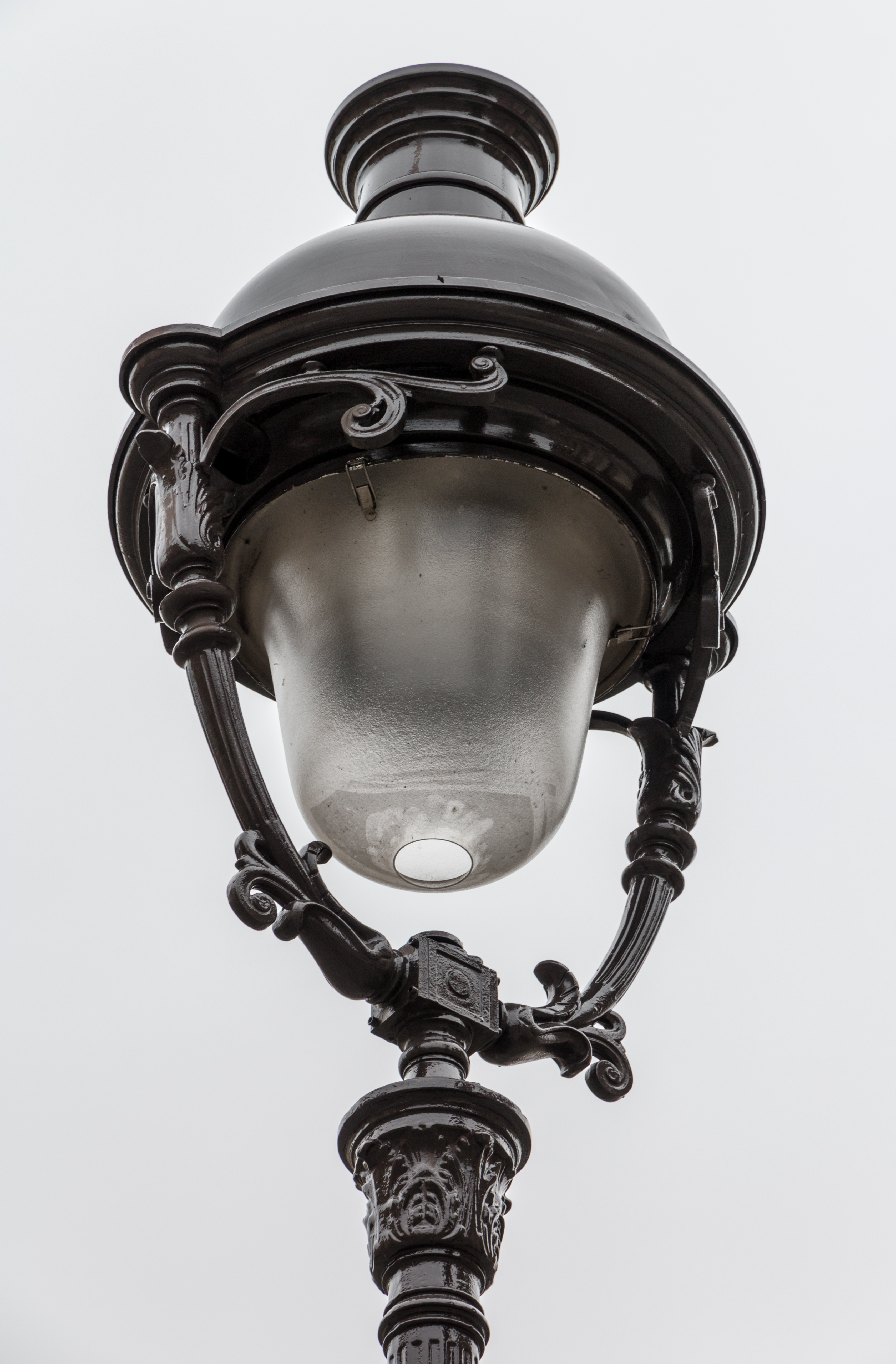
Lanterne d'éclairage public dite lyre posée sur un candélabre simple France
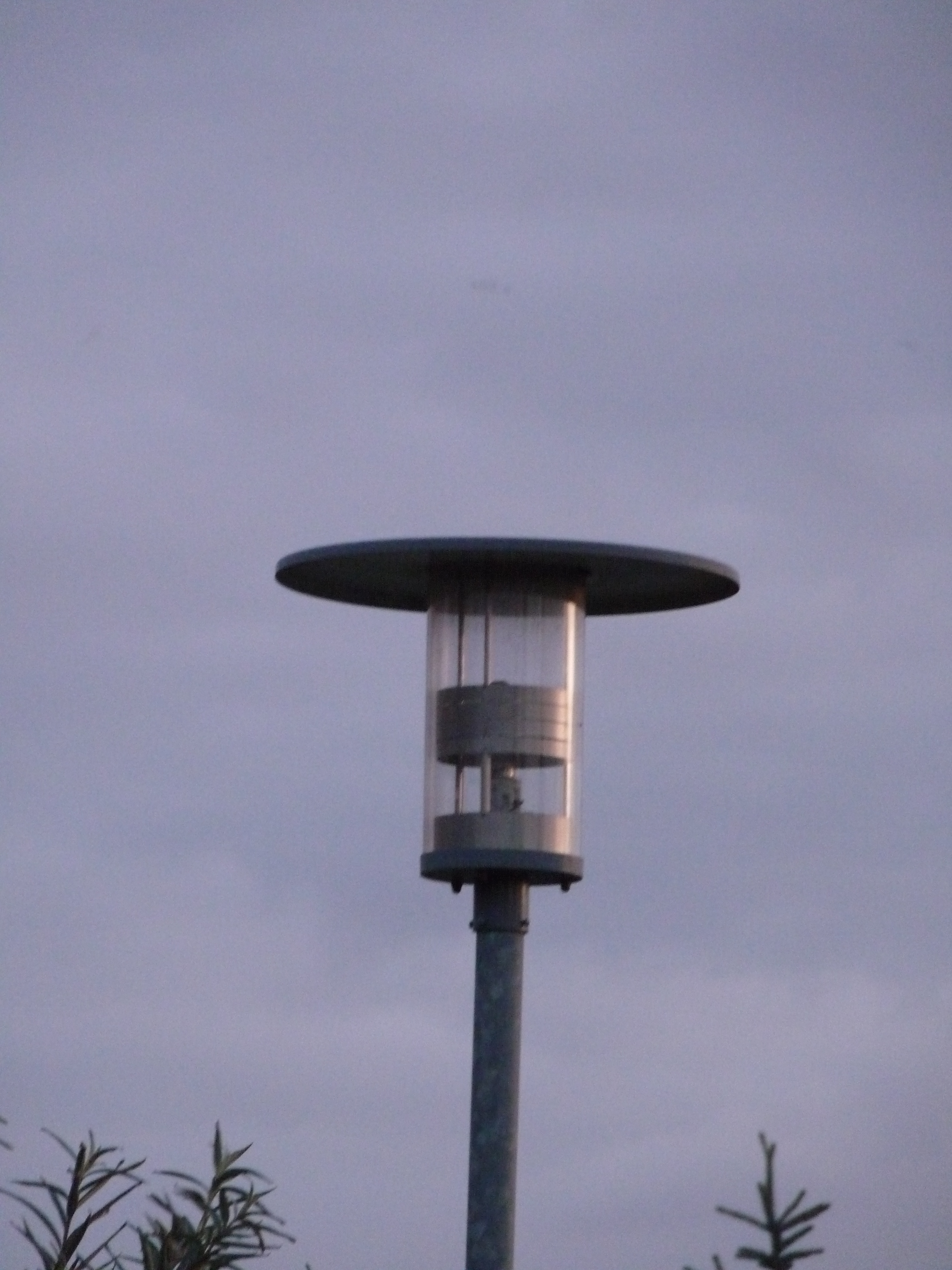
Lanterne contemporaine à base ronde posée sur un mat métallique
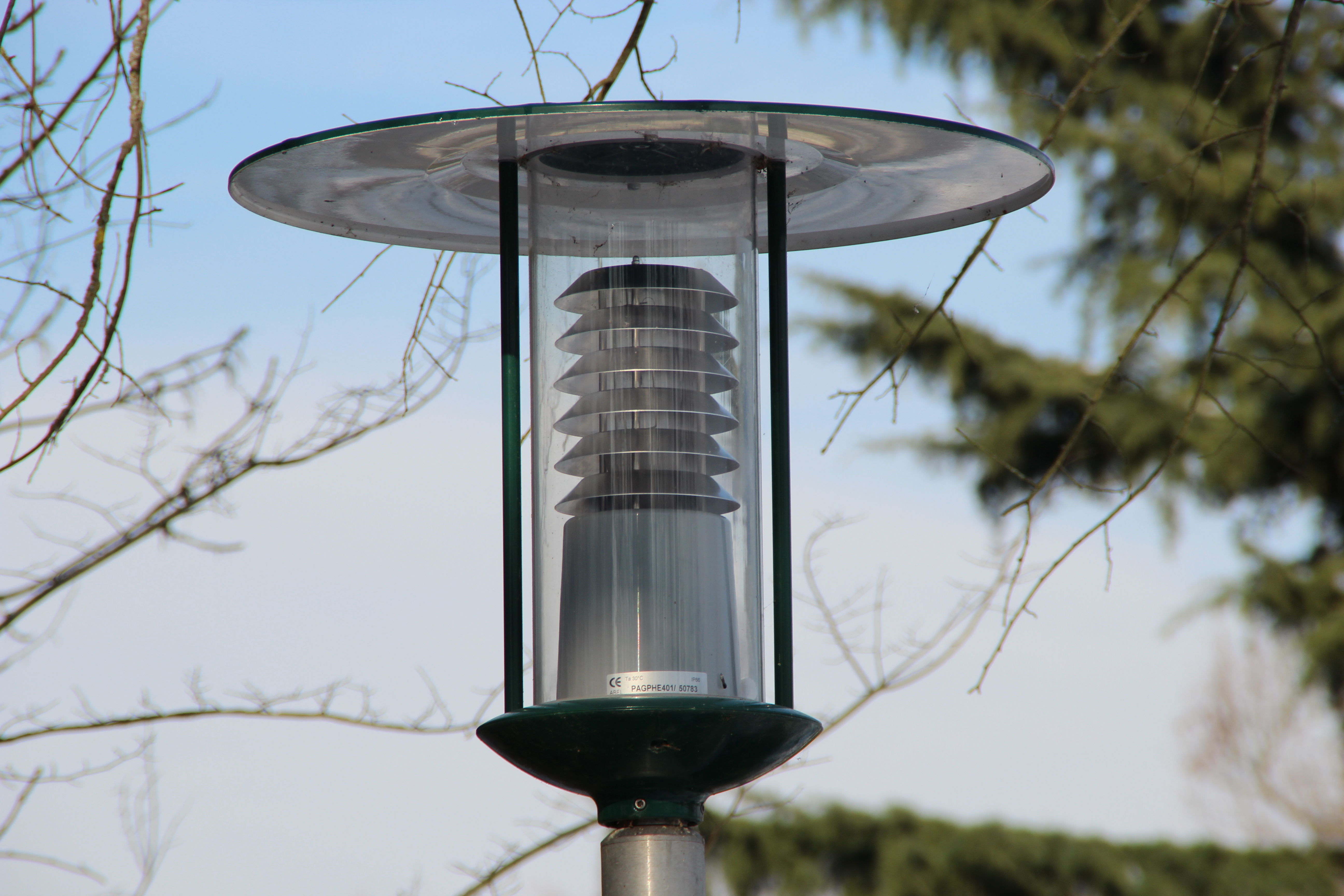
Lanterne contemporaine à base ronde posée sur un candélabre simple
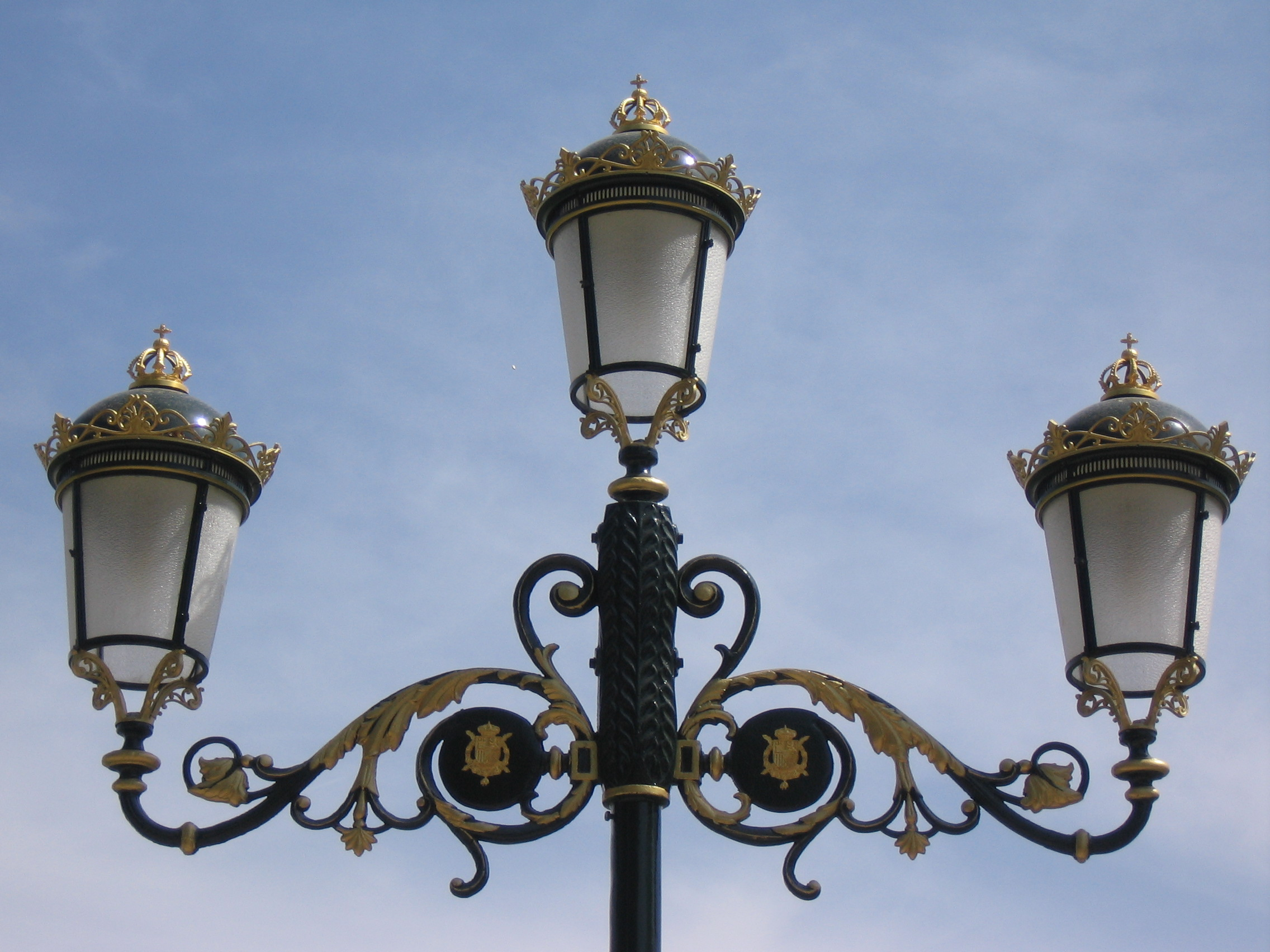
Candélabre Espagne
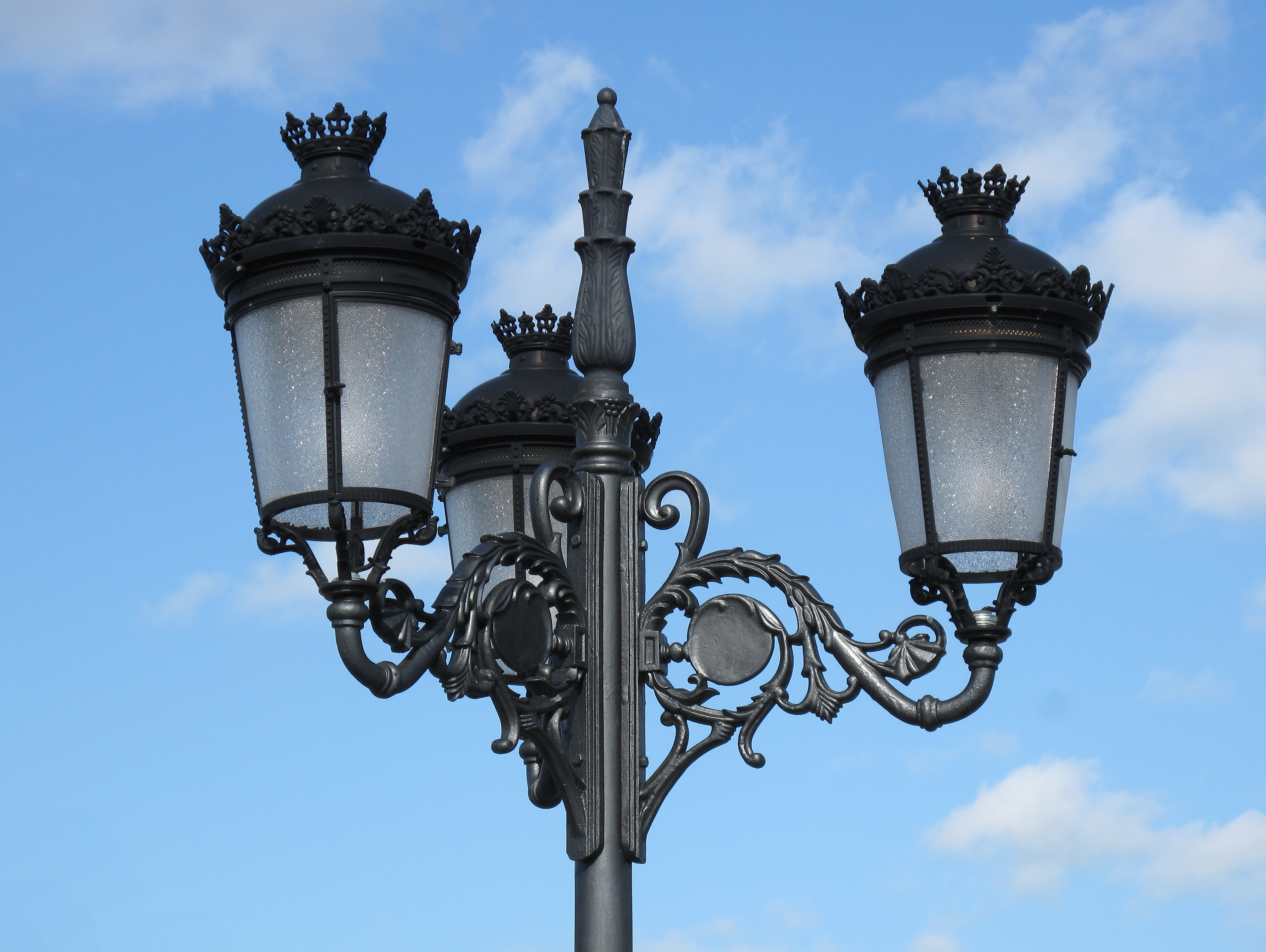
Candélabre Espagne
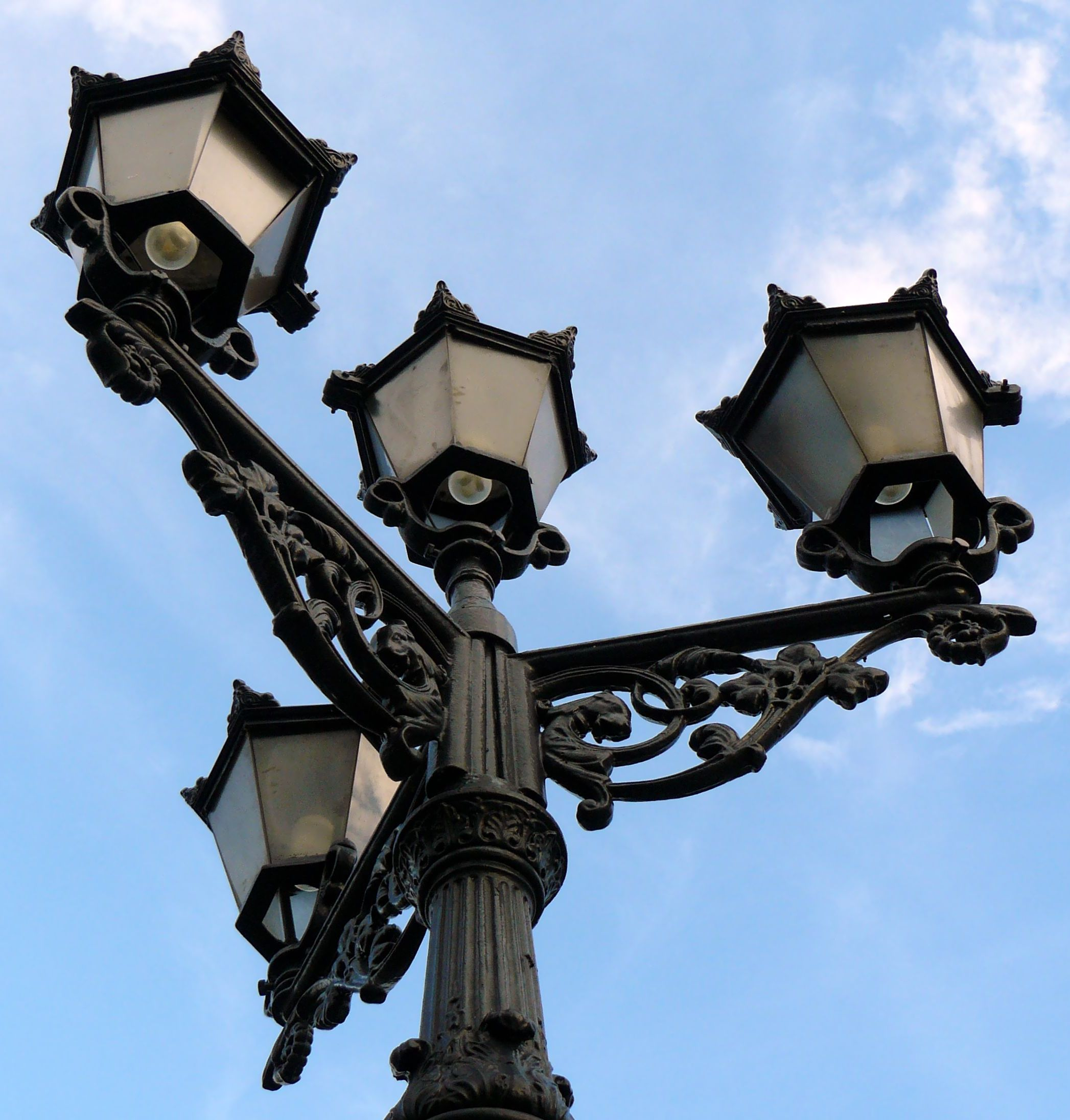
Candélabre Singapour
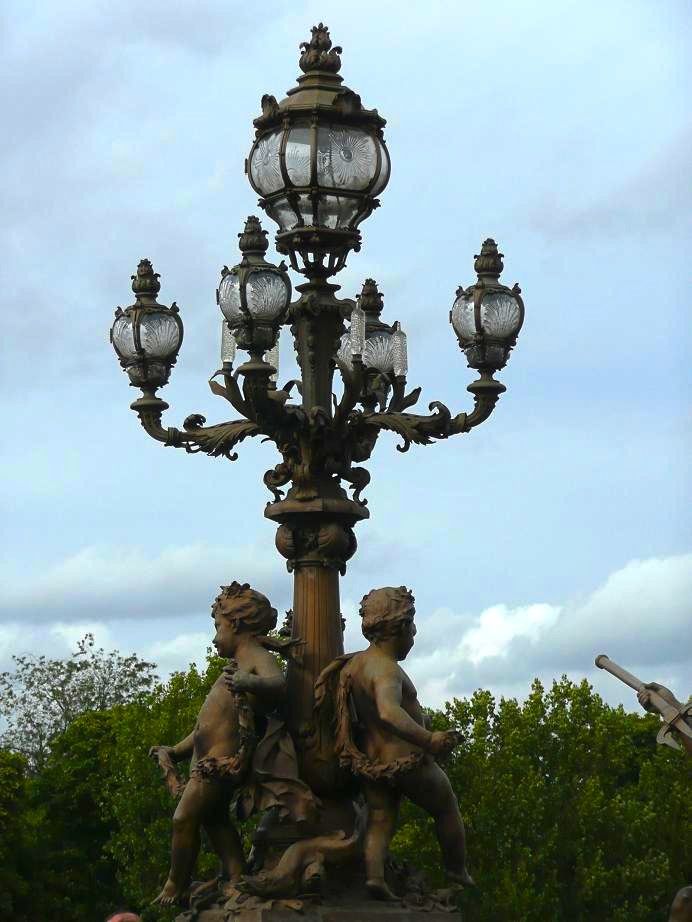
Candélabre France
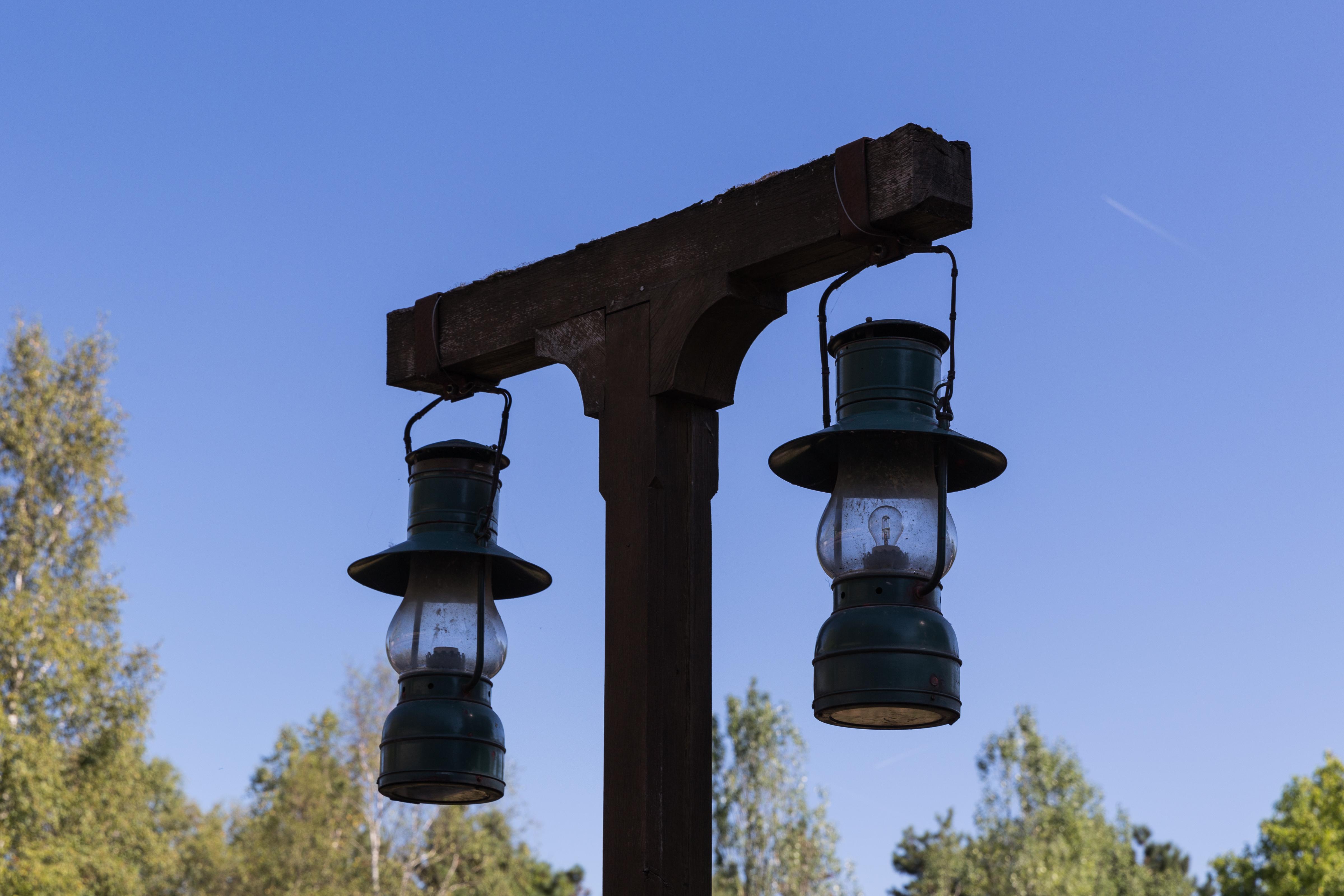
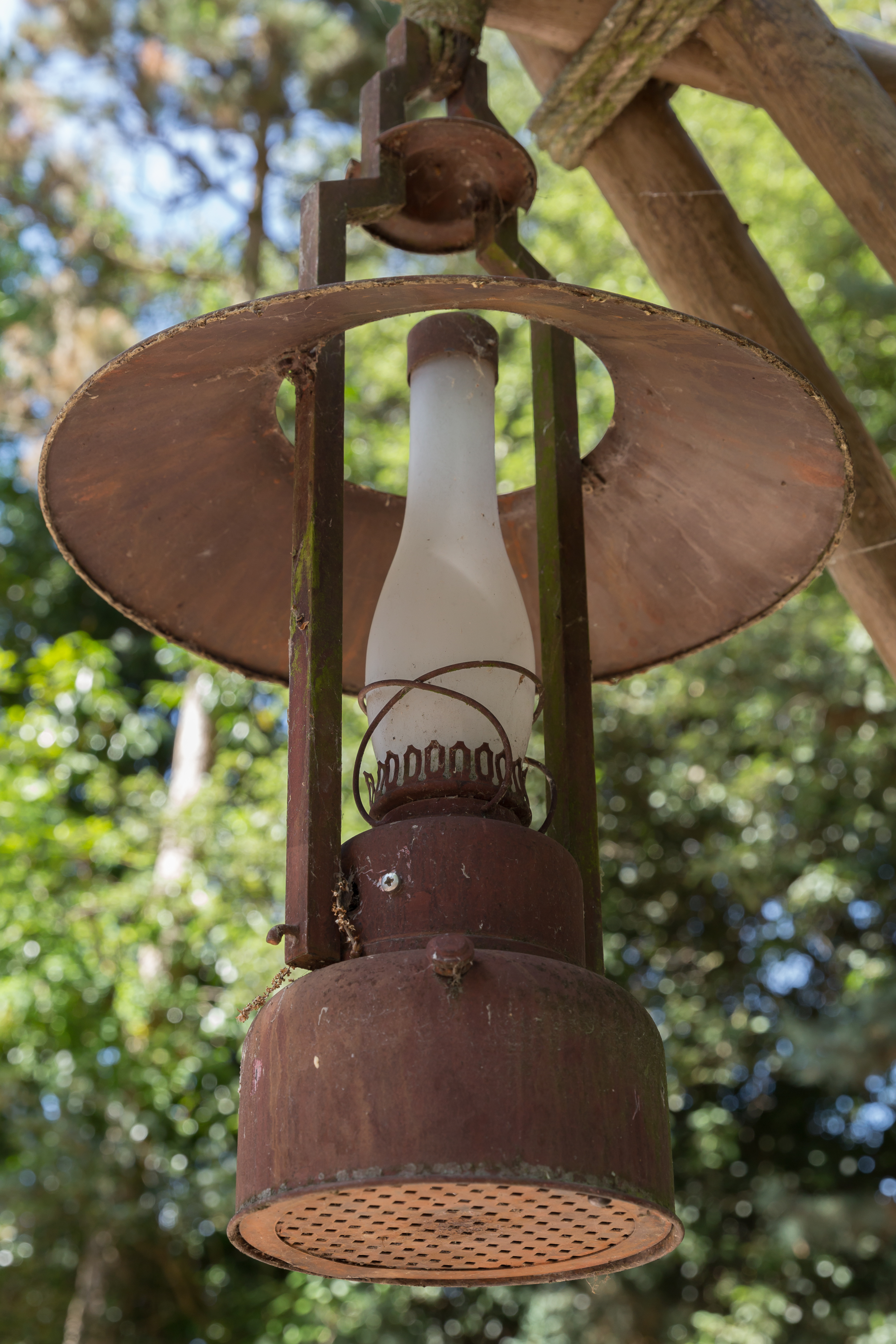